# Marleen Van den Eynde
Marleen Van den Eynde, née le 6 juillet 1965 à Deurne est une femme politique belge flamande, membre du Vlaams Belang.
Elle est issue de l'enseignement moyen supérieur, soignante puéricultrice.

## Fonctions politiques
- conseillère communale à Kontich (1995-)
- membre du conseil de police de Kontich (2001-)
- députée au Parlement flamand:
  - du 6 juillet 1999 au 25 mai 2014